# Lista de prêmios e indicações recebidos por Mamamoo
Esta é uma lista de prêmios e indicações recebidos pelo Mamamoo, um girl group sul-coreano formado em 2014 pela Rainbow Bridge World. Mamamoo recebeu um total de 21 prêmios e 103 indicações. O grupo também ganhou 27 prêmios em programas de música da Coreia do Sul.

## Prêmios coreanos

### Asia Artists Awards
Asia Artists Awards é uma cerimônia de premiação organizada pelas entidades de mídia global StarNews e MTN, com sede na Coreia do Sul.
| Ano  | Categoria                                            | Destinatário | Resultado |
| ---- | ---------------------------------------------------- | ------------ | --------- |
| 2016 | Popularity Award (Categoria musical)                 | Mamamoo      | Indicado  |
| 2016 | Best Entertainer Award (Categoria de Grupo Feminino) | Mamamoo      | Venceu    |
| 2017 | Popularity Award (Categoria musical)                 | Mamamoo      | Indicado  |
| 2017 | Best Icon Award (Categoria musical)                  | Mamamoo      | Venceu    |
| 2018 | Popularity Award (Categoria musical)                 | Mamamoo      | Indicado  |
| 2018 | Artist of the Year (Categoria musical)               | Mamamoo      | Venceu    |
| 2018 | Best Music Award                                     | Mamamoo      | Venceu    |

### Gaon Chart Music Awards
O Gaon Chart Music Awards é uma prêmiação de música que é realizado anualmente na Coreia do Sul pelo chart nacional de gravações musicais Gaon Chart.
| Ano  | Categoria                    | Destinatário            | Resultado |
| ---- | ---------------------------- | ----------------------- | --------- |
| 2015 | New Artist of the Year       | Mamamoo                 | Venceu    |
| 2017 | Song of the Year (Fevereiro) | "You're the Best"       | Venceu    |
| 2017 | Song of the Year (Fevereiro) | "1cm (Taller Than You)" | Indicado  |
| 2017 | Song of the Year (Novembro)  | "Décalcomanie"          | Indicado  |
| 2018 | Song of the Year (Junho)     | "Yes I Am"              | Indicado  |
| 2019 | Song of the Year (Março)     | "Starry Night"          | Pendente  |
| 2019 | Song of the Year (Julho)     | "Egotistic"             | Pendente  |

### Golden Disc Awards
O Golden Disc Awards é uma premiação fundada em 1986 que é apresentada anualmente pela Associação da Indústria Musical da Coréia para premiar realizações notáveis na indústria da música na Coreia do Sul.
| Ano  | Categoria                       | Destinatário      | Resultado |
| ---- | ------------------------------- | ----------------- | --------- |
| 2017 | Digital Daesang                 | "You're the Best" | Indicado  |
| 2017 | Digital Bonsang                 | "You're the Best" | Venceu    |
| 2017 | Popularity Award                | Mamamoo           | Indicado  |
| 2017 | Asian Choice Popularity Award   | Mamamoo           | Indicado  |
| 2018 | Digital Daesang                 | "Yes I Am"        | Indicado  |
| 2018 | Genie Popularity Award          | Mamamoo           | Indicado  |
| 2018 | Global Popularity Award         | Mamamoo           | Indicado  |
| 2019 | Digital Daesang                 | "Starry Night"    | Indicado  |
| 2019 | Digital Bonsang                 | "Starry Night"    | Venceu    |
| 2019 | Popularity Award                | Mamamoo           | Indicado  |
| 2019 | NetEase Most Popular K-pop Star | Mamamoo           | Indicado  |

### Korean Popular Music Awards
| Ano  | Categoria          | Destinatário   | Resultado |
| ---- | ------------------ | -------------- | --------- |
| 2018 | Bonsang Award      | Mamamoo        | Venceu    |
| 2018 | Popularity Award   | Mamamoo        | Indicado  |
| 2018 | Artist of the Year | Mamamoo        | Indicado  |
| 2018 | Song of the Year   | "Starry Night" | Indicado  |

### MBC Plus X Genie Music Awards
| Ano  | Categoria                    | Destinatário   | Resultado |
| ---- | ---------------------------- | -------------- | --------- |
| 2018 | Artist of the Year           | Mamamoo        | Indicado  |
| 2018 | Song of the Year             | "Starry Night" | Indicado  |
| 2018 | Song of the Year             | "Rainy Season" | Indicado  |
| 2018 | Female Group Award           | Mamamoo        | Indicado  |
| 2018 | Dance Track (Feminina)       | "Starry Night" | Indicado  |
| 2018 | Vocal Track (Feminina)       | "Rainy Season" | Indicado  |
| 2018 | Genie Music Popularity Award | Mamamoo        | Indicado  |

### Melon Music Awards
The Melon Music Awards é uma prêmiação de música que é realizado anualmente na Coreia do Sul e organizado pela LOEN Entertainment através de sua loja de música on-line, Melon.
| Ano  | Categoria                | Destinatário      | Resultado |
| ---- | ------------------------ | ----------------- | --------- |
| 2014 | New Artist Award         | Mamamoo           | Indicado  |
| 2015 | Best Female Dance        | "Um Oh Ah Yeah"   | Indicado  |
| 2016 | Top 10 Artists           | Mamamoo           | Venceu    |
| 2016 | Artist of the Year       | Mamamoo           | Indicado  |
| 2016 | Album of the Year        | Melting           | Indicado  |
| 2016 | Song of the Year         | "You're the Best" | Indicado  |
| 2016 | Best Female Dance        | "You're the Best" | Indicado  |
| 2016 | Kakao Hot Star Award     | Mamamoo           | Indicado  |
| 2016 | Netizen Popularity Award | Mamamoo           | Indicado  |
| 2017 | Top 10 Artists           | Mamamoo           | Indicado  |
| 2017 | Kakao Hot Star Award     | Mamamoo           | Indicado  |
| 2017 | Netizen Popularity Award | Mamamoo           | Indicado  |
| 2017 | Best Female Dance        | "Yes I Am"        | Indicado  |
| 2018 | Top 10 Artists           | Mamamoo           | Venceu    |
| 2018 | Artist of the Year       | Mamamoo           | Indicado  |
| 2018 | Album of the Year        | Yellow Flower     | Indicado  |
| 2018 | Song of the Year         | "Starry Night"    | Indicado  |
| 2018 | Best Female Dance        | "Starry Night"    | Indicado  |
| 2018 | Netizen Popularity Award | Mamamoo           | Indicado  |
| 2018 | Kakao Hot Star Award     | Mamamoo           | Indicado  |

#### Melon Popularity Award
| Ano  | Destinatário      | Data           |
| ---- | ----------------- | -------------- |
| 2016 | "You're the Best" | 7 de Março     |
| 2016 | "You're the Best" | 14 de Março    |
| 2016 | "Décalcomanie"    | 5 de Dezembro  |
| 2016 | "Décalcomanie"    | 12 de Dezembro |
| 2017 | "Yes I Am"        | 7 de Julho     |
| 2018 | "Starry Night"    | 19 de Março    |

### Mnet Asian Music Awards
O Mnet Asian Music Awards é uma das principais cerimônias de premiação de música coreana realizada anualmente pela CJ E&M através do seu canal televisivo de música Mnet.
| Ano  | Categoria                     | Destinatário      | Resultado |
| ---- | ----------------------------- | ----------------- | --------- |
| 2015 | Best Vocal Performance Female | "Um Oh Ah Yeah"   | Indicado  |
| 2015 | Song of the Year              | "Um Oh Ah Yeah"   | Indicado  |
| 2016 | Best Female Group             | Mamamoo           | Indicado  |
| 2016 | Artist of the Year            | Mamamoo           | Indicado  |
| 2016 | Best Vocal Performance Group  | "You're the Best" | Indicado  |
| 2016 | Song of the Year              | "You're the Best" | Indicado  |
| 2017 | Best Vocal Performance Group  | "Yes I Am"        | Indicado  |
| 2017 | Song of the Year              | "Yes I Am"        | Indicado  |
| 2017 | Artist of the Year            | Mamamoo           | Indicado  |
| 2017 | Best Female Group             | Mamamoo           | Indicado  |
| 2018 | Best Vocal Performance Group  | "Starry Night"    | Indicado  |
| 2018 | Song of the Year              | "Starry Night"    | Indicado  |
| 2018 | Artist of the Year            | Mamamoo           | Indicado  |
| 2018 | Worldwide Icon of the Year    | Mamamoo           | Indicado  |
| 2018 | Best Female Group             | Mamamoo           | Indicado  |
| 2018 | Worldwide Fans' Choice Top 10 | Mamamoo           | Venceu    |
| 2018 | Favorite Vocal Artist         | Mamamoo           | Venceu    |

### Seoul Music Awards
O Seoul Music Awards é uma premiação fundada em 1990 que é apresentada anualmente pela Sports Seoul para premiar conquistas notáveis na indústria da música na Coreia do Sul.
| Ano  | Categoria                      | Destinatário | Resultado |
| ---- | ------------------------------ | ------------ | --------- |
| 2015 | Bonsang Award                  | Mamamoo      | Indicado  |
| 2015 | New Artist Award               | Mamamoo      | Indicado  |
| 2015 | Popularity Award               | Mamamoo      | Indicado  |
| 2015 | Hallyu Special Award           | Mamamoo      | Indicado  |
| 2016 | Bonsang Award                  | Mamamoo      | Indicado  |
| 2016 | Popularity Award               | Mamamoo      | Indicado  |
| 2016 | Hallyu Special Award           | Mamamoo      | Indicado  |
| 2017 | Daesang Award                  | Mamamoo      | Indicado  |
| 2017 | Bonsang Award                  | Mamamoo      | Venceu    |
| 2017 | Popularity Award               | Mamamoo      | Indicado  |
| 2017 | Hallyu Special Award           | Mamamoo      | Indicado  |
| 2018 | Bonsang Award                  | Mamamoo      | Indicado  |
| 2018 | Popularity Award               | Mamamoo      | Indicado  |
| 2018 | Hallyu Special Award           | Mamamoo      | Indicado  |
| 2018 | Tiktok Dance Performance Award | "Yes I Am"   | Venceu    |
| 2019 | Bonsang Award                  | Mamamoo      | Pendente  |
| 2019 | Popularity Award               | Mamamoo      | Pendente  |
| 2019 | Hallyu Special Award           | Mamamoo      | Pendente  |

### Soribada Best K-Music Awards
The Soribada Best K-Music Awards é uma prêmiação musical apresentado pelo Soribada para premiar o melhor da música K-pop.
| Ano  | Categoria                   | Destinatário | Resultado |
| ---- | --------------------------- | ------------ | --------- |
| 2017 | Daesang Award               | Mamamoo      | Indicado  |
| 2017 | Bonsang Award               | Mamamoo      | Venceu    |
| 2017 | Popularity Award            | Mamamoo      | Indicado  |
| 2018 | Bonsang Award               | Mamamoo      | Venceu    |
| 2018 | Popularity Award (Feminino) | Mamamoo      | Venceu    |
| 2018 | Global Fandom Award         | Mamamoo      | Indicado  |

## Prêmios internacionais

### MTV Europe Music Awards
O MTV Europe Music Awards (comumente abreviado como EMAs) é uma prêmiação apresentada pela Viacom International Media Networks para premiar artistas e músicas da cultura pop.
| Ano  | Categoria       | Destinatário | Resultado |
| ---- | --------------- | ------------ | --------- |
| 2017 | Best Korean Act | Mamamoo      | Indicado  |

## Outros prêmios
| Ano  | Prêmio               | Categoria                          | Destinatário | Resultado |
| ---- | -------------------- | ---------------------------------- | ------------ | --------- |
| 2014 | Seoul Success Awards | Rookie of the Year                 | Mamamoo      | Venceu    |
| 2016 | Sports DongA Awards  | Trendy Word                        | Mamamoo      | Venceu    |
| 2019 | V Live Awards        | Artist Top 10                      | Mamamoo      | Indicado  |
| 2019 | V Live Awards        | Best Channel – 1 million followers | Mamamoo      | Indicado  |

## Programas de música

### Inkigayo
| Ano  | Data        | Canção            |
| ---- | ----------- | ----------------- |
| 2016 | 6 de Março  | "You're the Best" |
| 2016 | 13 de Março | "You're the Best" |
| 2018 | 18 de Março | "Starry Night"    |
| 2018 | 25 de Março | "Starry Night"    |
| 2018 | 1 de Abril  | "Starry Night"    |

### M Countdown
| Ano  | Data        | Canção            |
| ---- | ----------- | ----------------- |
| 2016 | 10 de Março | "You're the Best" |
| 2017 | 29 de Junho | "Yes I Am"        |
| 2017 | 6 de Julho  | "Yes I Am"        |
| 2017 | 13 de Julho | "Yes I Am"        |
| 2018 | 15 de Março | "Starry Night"    |
| 2018 | 22 de Março | "Starry Night"    |
| 2018 | 2 de Agosto | "Egotistic"       |

### Music Bank
| Ano  | Data        | Canção            |
| ---- | ----------- | ----------------- |
| 2016 | 11 de Março | "You're the Best" |
| 2016 | 18 de Março | "You're the Best" |
| 2017 | 7 de Julho  | "Yes I Am"        |
| 2018 | 16 de Março | "Starry Night"    |

### Show Champion
| Ano  | Data        | Canção            |
| ---- | ----------- | ----------------- |
| 2016 | 9 de Março  | "You're the Best" |
| 2016 | 16 de Março | "You're the Best" |
| 2017 | 28 de Junho | "Yes I Am"        |
| 2018 | 14 de Março | "Starry Night"    |

### Show! Music Core
| Ano  | Data       | Canção     |
| ---- | ---------- | ---------- |
| 2017 | 1 de Julho | "Yes I Am" |

### The Show
| Ano  | Data           | Canção            |
| ---- | -------------- | ----------------- |
| 2016 | 15 de Março    | "You're the Best" |
| 2016 | 29 de Novembro | "Décalcomanie"    |
| 2017 | 27 de Junho    | "Yes I Am"        |
| 2018 | 13 de Março    | "Starry Night"    |
| 2018 | 20 de Março    | "Starry Night"    |
| 2018 | 24 de Julho    | "Egotistic"       |